# Station Shinomiya
Station Shinomiya (四宮駅, Shinomiya-eki) is een spoorwegstation in de wijk Yamashina-ku in de Japanse stad Kioto. Het wordt aangedaan door de Keishin-lijn. Het station heeft drie sporen, gelegen aan één eilandperron en een enkel zijperron.
Het station dient niet verward te worden met het station Shin-Ōmiya in Nara.

## Treindienst

### Keihan
| 1,2 | ■ Keishin-lijn | richting Hamaōtsu                         |
| 3   | ■ Keishin-lijn | richting Keihan Yamashina en Sanjō Keihan |

## Geschiedenis
Het station werd in 1912 geopend. In 1949 werd het station verwoest door brand. Het huidige station stamt uit 1997.

## Stationsomgeving
- Rakuwakai Otowa-ziekenhuis
- Tōkaidō
- Autoweg 1
- Knooppunt Oost-Kioto (Meishin-snelweg)
- Lawson

(Tōzai-lijn) <<Misasagi · Keihan Yamashina · Shinomiya · Oiwake · Ōtani · Kamisakaemachi · Hamaōtsu